# Samtgemeinde Bargstedt
Die Samtgemeinde Bargstedt war ein Gemeindeverband im Süden des niedersächsischen Landkreises Stade in der Bundesrepublik Deutschland.
Sie wurde 1964 aus den fünf Gemeinden Bargstedt, Brest, Reith, Wohlerst und Kakerbeck gebildet. Kakerbeck ist zum 1. Januar 1971 zur Samtgemeinde Ahlerstedt gewechselt. 1972 wurde die Samtgemeinde wieder aufgelöst.
Reith und Wohlerst sind nach Brest eingemeindet worden. Bargstedt und Brest wurden Teil der Samtgemeinde Harsefeld.